# 斯维亚托霍里夫卡
斯维亚托霍里夫卡（羅馬化：Sviatohorivka），又按俄语译斯维亚托戈罗夫卡，是烏克蘭東部顿涅茨克州波克羅夫斯克區多布罗皮利亚市镇的镇。處於貝克河畔，海拔高度129米，2011年人口1,963。